# 4532 Copland
4532 Copland је астероид главног астероидног појаса са средњом удаљеношћу од Сунца која износи 2,994 астрономских јединица (АЈ).
Апсолутна магнитуда астероида је 12,1.